# جيسي جونسون
جيسي جونسون (بالإنجليزية: Jesse Johnson)‏ هو كاتب سيناريو وممثل أمريكي، ولد في 7 ديسمبر 1982 بلوس أنجلوس في الولايات المتحدة.

## وصلات خارجية
- جيسي جونسون على موقع IMDb (الإنجليزية)
- جيسي جونسون على موقع قاعدة بيانات الفيلم (الإنجليزية)